# Acousters
Els Acousters són un grup musical de Girona establert en 2009. Han publicat dos treballs discogràfics: Darrere la porta (2012) i De primavera i ràbia (2014).

## Història
Els músics del grup són David Abad (guitarra i veus), Carles Camós (piano), Gerard Parés (bateria i veus), Marta Pérez (veu i guitarra) i Albert Ramos (baix i contrabaix). Acousters es va establir en 2009, i en 2012 va ser semifinalista al concurs Sona9. El seu primer àlbum va ser Darrere la porta…, una col·lecció de dotze cançons publicada en 2012. La cançó "Amants" va ser produïda amb l'ajuda de Cesk Freixas. El disc va rebre una nominació a Disc Català del l'Any 2012, i el grup va rebre tres nominacions als Premis Enderrock del mateix any.
Dos anys més tard es van editar el seu segon disc, anomenat De primavera i ràbia. El vídeo del seu senzill, "Em bullen els peus", va ser gravat als carrers de Sant Cugat del Vallès. Els dos àlbums van ser autoedidats, i el segon va ser parcialment patrocinat a través d'una campanya de micromecenatge. Les cançons són presentades en català i (algunes) en anglès. Al segon disc van tocar amb l'ajuda de Xavi de la Iglésia (del grup Blaumut), que va escriure la cançó "La maleta". La vocalista Marta Pérez va declarar que a ella li agrada molt aquest grup.
A més del seu treball dins d'Acousters, Marta Pérez canta en el trio d'havanera Les Anxovetes, format en 2014.

## Discografia
| • Darrere la porta (2012) |
| --- |
| (autoeditat) 1. "Se t'escapa el temps" 2. "Punts de vista" 3. "No Reason Why" 4. "San Francisco" 5. "La mà" 6. "Viatge" 7. "Puzzle" 8. "Darrere la porta" 9. "Gone" 10. "Amants" 11. "Bonus Track" 12. "Principis" |

| • De la primavera i la rabia (2014) |
| --- |
| (Deuvede Music) 1. "Em bullen els peus" 2. "La maleta" 3. "Totems inestables" 4. "Colors" 5. "L'àvia" 6. "Lonesome Wolf" 7. "Roses en un prat" 8. "Voldría saber" 9. "The Call" 10. "Gratx" 11. "Sola" 12. "Bildungs Roman" |